# Eugenio Carmona
Eugenio Carmona Mato (nacido en Málaga) es catedrático de Historia del Arte de la Universidad de Málaga, crítico de arte, comisario de exposiciones, ensayista y, desde el año 2007, miembro del Patronato del Museo Nacional Centro de Arte Reina Sofía.

Carmona Mato es un destacado especialista en las vanguardias históricas, con particular atención a la obra de Picasso, el Cubismo y el Surrealismo. Sus estudios se han centrado también en la recuperación de la vanguardia histórica española y en las relaciones de dicha vanguardia histórica con la experiencia artística internacional.

## Biografía

### Formación académica
Eugenio Carmona se licenció en Filosofía y Letras en la Facultad de Filosofía y Letras de la Universidad de Málaga en 1980 y completó su tesis doctoral El Movimiento Renovador de las artes plásticas en España, del momento vanguardista al retorno al orden, 1917-1925 en la Universidad de Málaga bajo la dirección de Juan Antonio Ramírez en 1989.

### Líneas de investigación
- Narrativas y desarrollos historiográficos del Movimiento Moderno en las Artes Plásticas y la Arquitectura financiado por el Ministerio de Ciencia e Innovación (2010-2012).

Entre los anteriores proyectos de investigación se encuentran:
- Sistema terminológico y conceptual en la recepción crítica del cubismo.
- El arte nuevo y la recepción del movimiento moderno en España. 1900-1936.
- Picasso, estudios iconográficos y relación con el Arte Español del Siglo XX / Arte del Siglo XX.
- Relaciones entre pintura y literatura en el Siglo XX.* Arte Actual en España (1940-1992).

## Publicaciones
Fuente: Fundación Telefónica

### Principales publicaciones
- Picasso y los vanguardistas españoles (en Picasso. Centenario.) Madrid y Málaga, Ministerio de Cultura y Museo de Málaga, 1981.
- José Moreno Villa y los orígenes de las vanguardias artísticas en España, Málaga, Ediciones 2 A, 1985.
- Picasso, Miró, Dalí y los orígenes de las vanguardias artísticas en España, 1900-1936, Madrid y Fráncfort, Museo Nacional Centro de Arte Reina Sofía y Shirn Kunsthalle, 1991. Edición española y alemana.
- Arte Moderno y revistas españolas, 1898-1936, Madrid, Museo Nacional Centro de Arte Reina Sofía, 1996. En colaboración con Juan José Lahuerta.
- Juan Gris, Madrid, Museo Nacional Centro de Arte Reina Sofía, 2001.
- Picasso & Medusa (en Picasso) Madrid, Fundación Cultural Mapfre, 2002.
- Creadores del Arte Nuevo, Madrid, Fundación Cultural Mapfre, 2002.
- El cubismo y sus entornos, Madrid, Fundación Telefónica, 2005.
- Litoral y las artes plásticas, Málaga, Centro Cultural de la Generación del 27, 2007.
- Picasso, Miro, Dali: Angry Young Men: The Birth of the Modernity, Catálogo de la exposición en el Palazzo Strozzi (Florencia, 2011)

### Otras publicaciones
- Rafael Barradas (Madrid y Hospitalet, 1992)
- Pintura y poesía en la Generación del 27 (Madrid, 1993 y Málaga y Madrid, 2006)
- La Escuela de Vallecas y el surrealismo telúrico en España (Madrid, Viena y Verona, 1994 y 1995; Madrid, 2001; Madrid, 2002)
- La recepción del retorno al orden y la creación del arte nuevo en España (Madrid, 1995)
- Picasso: Icono, estilo, idea (Málaga, 2004)
- José Gutiérrez Solana (Madrid, 2005)
- Daniel Vázquez Díaz (Madrid, 2006)
- César Manrique en los años cincuenta (Lanzarote, 2006)
- André Lhote (Madrid y Burdeos, 2007)
- Los años cubistas (Madrid, 2007)
- Mitos identitarios y modernidad española (Madrid, 2007)

### Monografías divulgativas
- Caravaggio (Madrid, 1996)
- Jacques-Louis David (Madrid, 1997)